# Magnus Lindberg (Zweeds muzikant)
Erik Magnus Lindberg (21 mei 1952 – 26 februari 2019) was een Zweeds muzikant, zanger en componist. Hij was onderdeel van de bands Grymlings en Landslaget, en werkte tevens als solo-artiest.

## Biografie
Lindberg richtte, samen met Pugh Rogefeldt, Göran Lagerberg en Mikael Rickfors, de rockgroep Grymlings in 1990 op.
Hij had daarnaast een lange solocarrière. In 1976 nam Lindberg het duet "Ljusterö" op samen met Anni-Frid Lyngstad en was hij in de jaren '70 een van de muzikanten in de popgroep Landslaget.
Lindberg overleed in februari 2019 aan de gevolgen van kanker.
- Bibsys: 11071991
- Gemeinsame Normdatei: 1191949362
- International Standard Name Identifier: 0000 0003 8258 7679
- MusicBrainz: 3ec9cfd8-24d3-43d4-b68b-8a9b6062ca4b
- LIBRIS: 313494
- Virtual International Authority File: 265757957
- WorldCat: E39PBJdh4gyyfRww6WWkwqwcT3